# Акопян Амаяк Арутюнович
Амаяк Арутюнович Акопян (вірм. Հմայակ Հարությունի Հակոբյան; нар. 1 грудня 1956, Москва, СРСР) — радянський та російський ілюзіоніст, актор, артист цирку вірменського походження. Заслужений артист Росії. Син циркового фокусника-маніпулятора Арутюна Акопяна. У кінофільмах спочатку грав фокусників, потім перейшов на характерні ролі.

## Життєпис
Амаяк Арутюнович Акопян народився 1 грудня 1956 року в Москві. В дитинстві жив на Трубній площі, будинок 20.
У шостому класі вступив до Суриковської художньої школи, але не закінчив її. Навчався в естрадно-цирковому училищі, але впав, пошкодив спину, через це перевівся до ГІТІСу.
Деякий час займався спортом.
У 1980-х роках був ведучим та співведучим музичної телепередачі «Ранкова пошта».
У 1986—1987 роках знімався у телепередачі «Будильник».
У 1996—2001 роках був ведучим передачі «На добраніч, малюки!» (образи — Рахат Лукумич і Тахар).

## Політична позиція
Негативно ставиться до керівництва США, називає його «розпалювачем нещасть по всій планеті». У 2015 році виступив із номером, що включає спалювання доларів на радіо Комсомольська правда.
Підтримав війну, сказав, що вірить і віритиме Володимиру Путіну.

## Родина
- Син Філіп Акопян (1983) живе в США. Займається дослідженнями й розробками технологій у галузі нейроелектроніки та високошвидкісного проєктування чипів. Філіп — володар численних нагород у розділах електроніки та комп'ютерної інженерії. Філіп також захоплюється бальними танцями та бере участь у міжнародних конкурсах. Він є переможцем різних змагань у США з латиноамериканською танцювальною програмою.
- Мати Філіпа, Юлія Лєвіна-Акопян, була відомою солісткою балету Большого театру (трупа Григоровича)[5][6]. Нині займається викладанням балету у відомих танцювальних академіях у США.
- Єдинокровні старші: брат Артур Акопян[7] і сестра — живуть в Ізраїлі.
- Мати, Лія Іванівна Акопян, була асистентом Арутюна Акопяна, потім стала оперною співачкою.

## Фільмографія
- 1974 — Великий атракціон —  фокусник
- 1978 — Красень-чоловік —  житель міста
- 1978 — Пишіть листи —  співак
- 1979 — Сонце в сумці
- 1979 — Зліт —  шофер Рокотова
- 1979 — Пригоди Електроніка —  гангстер-шулер
- 1980 — Автомобіль на даху
- 1980 — Фантазія на тему любові —  Степан
- 1981 — Бідна Маша —  Яків, друг Кості
- 1981 — Східний дантист —  Левон
- 1981 — Тегеран-43 — епізодична роль
- 1984 — Великий самоїд —  грузинський князь
- 1985 — Повернення Будулая —  Маре, циган
- 1985 — Тиха застава —  фокусник
- 1985 — Улюбленець публіки —  Ніко, фокусник
- 1986 — Мікко із Тампере просить поради —  Камео
- 1986 — Мій ніжно коханий детектив
- 1987 — Де б не працювати —  Вано
- 1988 — Злодії в законі —  «Лялькар»
- 1989 — Не зійшлися характерами — клоун Шурик Кочерян
- 1989 — Це було біля моря
- 1990 — Оскаженілий автобус —  терорист Жила
- 1990 — Захочу — покохаю —  дон Хуан
- 1994 — Майстер і Маргарита —  Жорж Бенгальський
- 1994 — Злодійка —  фокусник-вірменин, який розсмішив Любу
- 2002 — Медики (телесеріал) (серія «Партія з чемпіонкою»)
- 2005 — Горинич і Вікторія —  Гарік
- 2008 — Щасливі разом —  екстрасенс